# Remington Модель 1875

Remington Model 1875 Single Action Army (Improved Army або Frontier Army) револьвер компанії E. Remington & Sons. Він створений на базі успішного револьвера New Model Army (Remington Model 1858), обидва револьвери мали однаковий розмір, зовнішній вигляд та знімний барабан. Новий револьвер 1875 Remington в основному відрізнявся від капсульної Моделі 1858 наскрізними каморами барабану під унітарні набої. Саме з ним в 1875 році Remington вийшли на ринок револьверів під унітарний набій з армійським револьвером на великій рамці, який був здатен конкурувати з револьвером Colt Peacemaker. Як прості громадяни, так і правозахисники Старого Заходу визнали надійність нових револьверів Remington. Цю конструкцію використали в револьверах Модель 1888 та Модель 1890.

## Опис
Цей револьвер Remington було розроблено конкурентом армійського револьвера Colt одинарної дії, але він не зміг досягти комерційного успіху моделі Кольта, оскільки фірма Hartford мала дворічну перевагу у виробництві та продажах.
Револьвер, відомий, як "Improved Army" або "Frontier Army", одинарної дії, був конкурентом популярної лінійки Кольта Single Action Army. Проте на час появи револьвера, Кольт вже отримав контракти від армії США, а тому Ремінгтон мав шукати інші ринки збуту. Уряд США закупив приблизно 650 одиниць для індіанської поліції, а також 1000 одиниць було продано уряду Мексики приблизно в 1880 році. Уряд Єгипту уклав контракт на поставку 10000 одиниць, але було випущено і поставлено кілька одиниць через борги єгиптян за гвинтівки з хитним затвором.
В період 1875-1889 років було випущено від 25000 до 30000 під три різних набої: .44 Remington Centerfire, .44-40 та .45 калібру. Це не робили на вибір, це залежало від дати виробництва зброї. Барабани під набій .45 калібру був дещо довший, щоб запобігти встановленню цього барабана в револьвер .44 калібру. Стандартом були рифлені барабани, щічки з горіху, воронена або нікельована обробка з загартованим курком та отвором для заряджання, а також кільце для темляка. Стандартом був ствол довжиною 190 мм, хоча кілька револьверів мали стволи довжиною 150 мм.

## Сучасні репліки
Реплікою відомих револьверів Remington 1875 та 1890 стали револьвери компанії Uberti 1875 Outlaw, Frontier та Police, але вони заряджалися сучасними набоями з бездимним порохом, наприклад, .357 Magnum. Компанія Cimarron Firearms пропонує версію зроблено за специфікацією Uberti. Ці репліки виглядають, як старі "ковбойські" револьвери, але мають сучасну обробку.